# Acropomatiformes
Acropomatiformes – klad w randze rzędu ryb promieniopłetwych z nadrzędu kolcopłetwych (Acanthopterygii), wyodrębniony z okoniokształtnych (Perciformes) w wyniku badań filogenetycznych przeprowadzonych przez zespół Ricardo Betancur-R. Autorzy publikacji zaproponowali dla niego nazwę Pempheriformes. W 2018 Ghedotti i inni wprowadzili nazwę Acropomatiformes, a Paolo Parenti w 2019 opublikował opis taksonów wchodzących w skład tego rzędu.

## Klasyfikacja

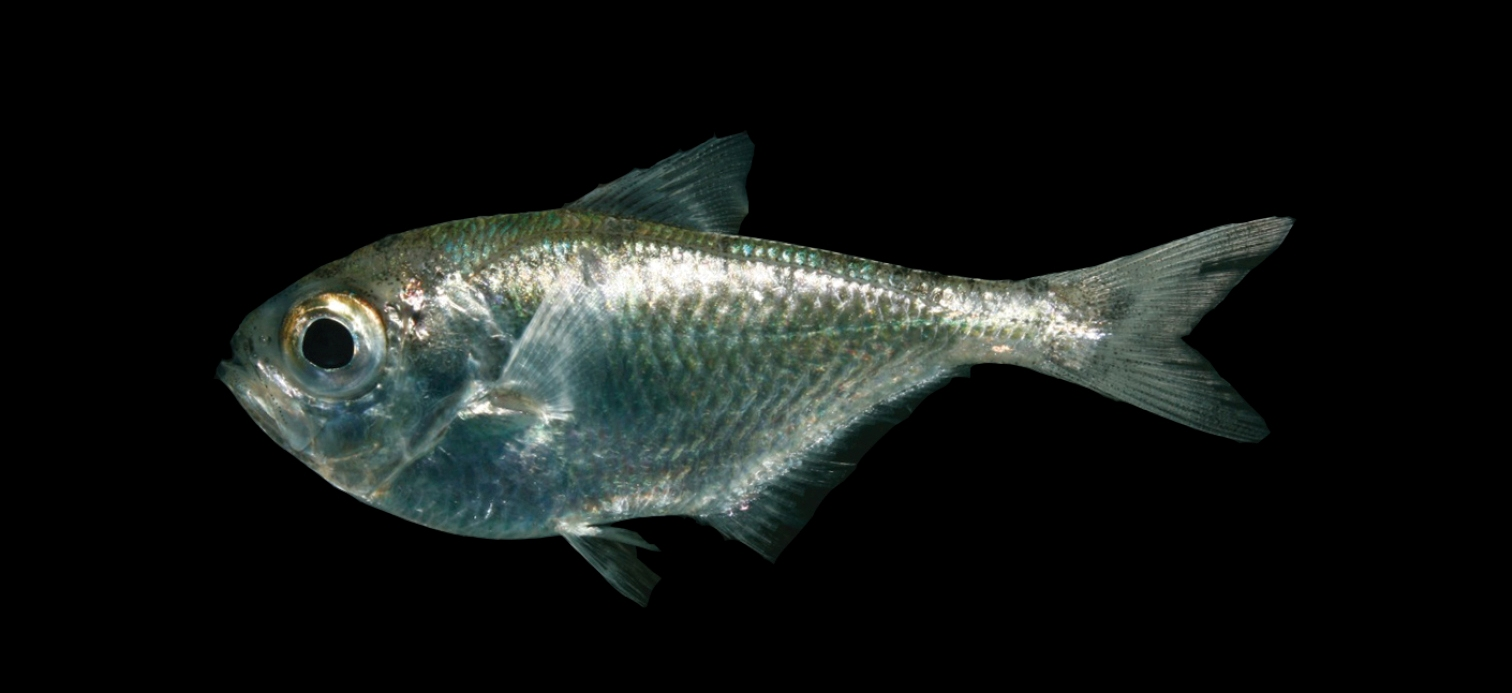
Pempheris gasparinii

Rodziny zaliczane do Acropomatiformes:
- Leptoscopidae
- Champsodontidae
- Hemerocoetidae
- Creediidae
- Glaucosomatidae
- Pempheridae – zmiataczowate
- Lateolabracidae
- Synagropidae
- Dinolestidae
- Malakichthyidae
- Polyprionidae
- Bathyclupeidae
- Banjosidae
- Pentacerotidae – pancerzykowate
- Ostracoberycidae
- Epigonidae
- Symphysanodontidae
- Howellidae
- Scombropidae
- Acropomatidae